# Jim Loach
James Loach, detto Jim (Londra, 6 giugno 1969), è un regista britannico, figlio del regista Ken Loach.

## Biografia
Loach è nato a Londra dove ha studiato filosofia presso l'University College intenzionato a diventare giornalista. Ha lavorato alla BBC come ricercatore per Sue Lawley e Anne Robinson. Ha iniziato la sua carriera di regista nel 1996 quando stava lavorando per il canale televisivo Granada TV con il programma di informazione World in Action. Nel 2000 ha diretto diversi episodi di Coronation Street e successivamente anche di altri programmi: Footballers' Wives, Bad Girls, Waterloo Road, Shameless, HolbyBlue e Hotel Babylon.
Il suo primo lungometraggio è stato Oranges and Sunshine, distribuito nelle sale il primo aprile 2011. Il film narra la storia di Margaret Humphreys, un'assistente sociale inglese, che ha scoperto lo scandalo degli "home children", uno progetto del governo inglese per risparmiare sull'assistenza sociale inviando decine di migliaia di bambini poveri presso istituti e orfanotrofi canadesi e australiani meno costosi di quelli britannici.
Nel 2015 Loach iniziò la produzione del suo secondo film, Measure of a Man. Il film è basato sul romanzo One Fat Summer di Robert Lipsyte. La sceneggiatura è di David Scearce e il cast comprende Donald Sutherland, Judy Greer, Luke Wilson e Blake Cooper. Il film è stato distribuito a livello nazionale negli Stati Uniti l'11 maggio 2018 e ha avuto la sua prima europea al Festa del Cinema di Roma nell'ottobre 2018.